# Miss Gibraltar

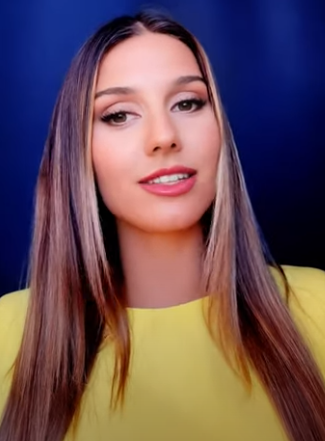
Jaylynn Cruz, Miss Grand Gibraltar 2023.

Miss Gibraltar es un concurso de belleza nacional en Gibraltar. Se encarga de seleccionar a las representantes del país para los concursos Miss Universo, Miss Mundo, Miss Supranacional y Miss Grand Internacional.

## Ganadoras
| Año  | Miss Gibraltar                                                         | Notas                                                                  |                                                                        |
| ---- | ---------------------------------------------------------------------- | ---------------------------------------------------------------------- | ---------------------------------------------------------------------- |
| 1959 | Viola Abudarham                                                        |                                                                        |                                                                        |
| 1964 | Lydia Davis                                                            |                                                                        |                                                                        |
| 1965 | Rosemary Viñales                                                       |                                                                        |                                                                        |
| 1966 | Grace Valverde                                                         |                                                                        |                                                                        |
| 1967 | Laura Bassadone                                                        |                                                                        |                                                                        |
| 1968 | Sandra Sanguinetti                                                     |                                                                        |                                                                        |
| 1969 | Marliou Chiappe                                                        |                                                                        |                                                                        |
| 1970 | Carmen Gómez                                                           |                                                                        |                                                                        |
| 1971 | Lisette Chipolina                                                      |                                                                        |                                                                        |
| 1972 | Rosemary Catania                                                       |                                                                        |                                                                        |
| 1973 | Josephine Rodriguez                                                    |                                                                        |                                                                        |
| 1974 | Patricia Orfila                                                        |                                                                        |                                                                        |
| 1975 | Lilian Lara                                                            |                                                                        |                                                                        |
| 1976 | Rosemary Parody                                                        |                                                                        |                                                                        |
| 1977 | Lourdes Holmes                                                         |                                                                        |                                                                        |
| 1978 | Rosanna Bonfante                                                       |                                                                        |                                                                        |
| 1979 | Audrey Lopez                                                           |                                                                        |                                                                        |
| 1980 | Yvette Dominguez                                                       |                                                                        |                                                                        |
| 1981 | Michelle Lara                                                          |                                                                        |                                                                        |
| 1982 | Louise Gillingwater                                                    |                                                                        |                                                                        |
| 1983 | Jessica Palao                                                          |                                                                        |                                                                        |
| 1984 | Karina Hollands                                                        |                                                                        |                                                                        |
| 1985 | Gail Francis                                                           |                                                                        |                                                                        |
| 1986 | Dominique Martinez                                                     |                                                                        |                                                                        |
| 1987 | Maite Sanchez                                                          |                                                                        |                                                                        |
| 1988 | Tatiana Desoiza                                                        |                                                                        |                                                                        |
| 1989 | Audrey Gingel                                                          |                                                                        |                                                                        |
| 1990 | Sarah Yeats                                                            |                                                                        |                                                                        |
| 1991 | Ornella Costa                                                          |                                                                        |                                                                        |
| 1992 | Michelle Torres                                                        |                                                                        |                                                                        |
| 1993 | Jenifer Ainsworth                                                      |                                                                        |                                                                        |
| 1994 | Melissa Berllaque                                                      |                                                                        |                                                                        |
| 1995 | Monique Chiara                                                         |                                                                        |                                                                        |
| 1996 | Samantha Lane                                                          |                                                                        |                                                                        |
| 1997 | Rossanna Ressa                                                         |                                                                        |                                                                        |
| 1998 | Melanie Soiza                                                          |                                                                        |                                                                        |
| 1999 | Abigail Garcia                                                         |                                                                        |                                                                        |
| 2000 | Tessa Sacramento                                                       |                                                                        |                                                                        |
| 2001 | Luann Richardson                                                       |                                                                        |                                                                        |
| 2002 | Natalie Monteverde                                                     |                                                                        |                                                                        |
| 2003 | Kim Falzun                                                             |                                                                        |                                                                        |
| 2004 | Helen Gustafson                                                        |                                                                        |                                                                        |
| 2005 | Melanie Chipolina                                                      |                                                                        |                                                                        |
| 2006 | Hayley O'Brien                                                         |                                                                        |                                                                        |
| 2007 | Danielle Perez                                                         |                                                                        |                                                                        |
| 2008 | Krystle Robba                                                          |                                                                        |                                                                        |
| 2009 | Kaiane Aldorino                                                        | Miss Mundo 2009                                                        |                                                                        |
| 2010 | Larissa Dalli                                                          |                                                                        |                                                                        |
| 2011 | Michelle Gillingwater Pedersen                                         |                                                                        |                                                                        |
| 2012 | Jessica Baldachino                                                     |                                                                        |                                                                        |
| 2013 | Maroua Kharbouch                                                       |                                                                        |                                                                        |
| 2014 | Shyanne Azzopardi                                                      |                                                                        |                                                                        |
| 2015 | Hannah Bado                                                            |                                                                        |                                                                        |
| 2016 | Kayley Mifsud                                                          |                                                                        |                                                                        |
| 2017 | Jodie Garcia                                                           |                                                                        |                                                                        |
| 2018 | Star Farrugia                                                          |                                                                        |                                                                        |
| 2019 | Celine Bolaños                                                         |                                                                        |                                                                        |
| 2020 | Debido al impacto de la pandemia de COVID-19, no hubo concurso en 2020 | Debido al impacto de la pandemia de COVID-19, no hubo concurso en 2020 | Debido al impacto de la pandemia de COVID-19, no hubo concurso en 2020 |
| 2021 | Janice Sampere                                                         |                                                                        |                                                                        |
| 2022 | Faith Torres                                                           |                                                                        |                                                                        |
| 2024 | Shania Ballester                                                       |                                                                        |                                                                        |

## Representación internacional

### Miss Mundo Gibraltar
: Declarada como ganadora
     : Terminó como finalista
     : Terminó como una de las semifinalistas o cuartofinalistas
     : Terminó como ganadora de premios especiales
| Año  | Miss Mundo Gibraltar | Posición en Miss Mundo | Premios especiales | Notas | |
| ---- | --- | --- | --- | --- | --- |
| 2025 | Shania Ballester | Por competir | Por competir | | |
| 2024 | — | — | — | — | — |
| 2023 | Faith Torres | Top 40 | - Talento (Top 14) | | |
| 2022 | Miss Mundo 2021 se reprogramó para el 16 de marzo de 2022 debido al brote de pandemia de COVID-19 en Puerto Rico, no comenzó ninguna edición en 2022 | Miss Mundo 2021 se reprogramó para el 16 de marzo de 2022 debido al brote de pandemia de COVID-19 en Puerto Rico, no comenzó ninguna edición en 2022 | Miss Mundo 2021 se reprogramó para el 16 de marzo de 2022 debido al brote de pandemia de COVID-19 en Puerto Rico, no comenzó ninguna edición en 2022 | Miss Mundo 2021 se reprogramó para el 16 de marzo de 2022 debido al brote de pandemia de COVID-19 en Puerto Rico, no comenzó ninguna edición en 2022 | Miss Mundo 2021 se reprogramó para el 16 de marzo de 2022 debido al brote de pandemia de COVID-19 en Puerto Rico, no comenzó ninguna edición en 2022 |
| 2021 | Janice Sampere | No clasificó | | | |
| 2020 | Debido al impacto de la pandemia de COVID-19, no hubo concurso en 2020                                                                               | Debido al impacto de la pandemia de COVID-19, no hubo concurso en 2020                                                                               | Debido al impacto de la pandemia de COVID-19, no hubo concurso en 2020                                                                               | Debido al impacto de la pandemia de COVID-19, no hubo concurso en 2020                                                                               | Debido al impacto de la pandemia de COVID-19, no hubo concurso en 2020                                                                               |
| 2019 | Celine Bolaños | No clasificó | | | |
| 2018 | Star Farrugia | No clasificó | | | |
| 2017 | Jodie Garcia | No clasificó | | | |
| 2016 | Kayley Mifsud | No clasificó | | | |
| 2015 | Hannah Bado | No clasificó | | | |
| 2014 | Shyanne Azzopardi | No clasificó | | | |
| 2013 | Maroua Kharbouch | Top 6 | - Premio People's Choice | | |
| 2012 | Jessica Baldachino | No clasificó | | | |
| 2011 | Michelle Gillingwater Pedersen | No clasificó | | | |
| 2010 | Larissa Dalli | No clasificó | | | |
| 2009 | Kaiane Aldorino | Miss Mundo 2009 | | | |
| 2008 | Krystel Robba | No clasificó | | | |
| 2007 | Danielle Pérez | No clasificó | | | |
| 2006 | Hayley O'Brien | No clasificó | | | |
| 2005 | Melanie Chipolina | No clasificó | | | |
| 2004 | Helen Gustafson | No clasificó | | | |
| 2003 | Kim Marie Falzun | No clasificó | | | |
| 2002 | Damaris Hollands | No clasificó | | | |
| 2001 | Luann Richardson | No clasificó | | | |
| 2000 | Tessa Sacramento | No clasificó | | | |
| 1999 | Abigail Garcia | No clasificó | | | |
| 1998 | Melanie Soiza | No clasificó | | | |
| 1997 | Rosanna Ressa | No clasificó | | | |
| 1996 | Samantha Lane | No clasificó | | | |
| 1995 | Monique Chiara | No clasificó | | | |
| 1994 | Melissa Berllaque | No clasificó | | | |
| 1993 | Jennifer Jane Ainsworth | No clasificó | | | |
| 1992 | Michelle Torres | No clasificó | | | |
| 1991 | Ornella Costa | No clasificó | | | |
| 1990 | Sarah Yeats | No clasificó | | | |
| 1989 | Audrey Gingell | No clasificó | | | |
| 1988 | Tatiana Desoiza | No clasificó | | | |
| 1987 | Mayte Sanchez | No clasificó | | | |
| 1986 | Dominique Martinez | No clasificó | | | |
| 1985 | Gail Francis | No clasificó | | | |
| 1984 | Karina Hollands | No clasificó | | | |
| 1983 | Jessica Palao | No clasificó | | | |
| 1982 | Louise Gillingwater | No clasificó | | | |
| 1981 | Yvette Maria Bellido | No clasificó | | | |
| 1980 | Yvette Domínguez | No clasificó | | | |
| 1979 | Audrey Lopez | No clasificó | | | |
| 1978 | Rosanna Bonfante | No clasificó | | | |
| 1977 | Lourdes Holmes | No clasificó | | | |
| 1976 | Rosemarie Parody | No clasificó | | | |
| 1975 | Lillian Anne Lara | No clasificó | | | |
| 1974 | Patricia Orfila | No clasificó | | | |
| 1973 | Josephine Rodríguez | No clasificó | | | |
| 1972 | Rosemarie Vivian Catania | No clasificó | | | |
| 1971 | Lisette Chipolina | No clasificó | | | |
| 1970 | Carmen Gomez | No clasificó | | | |
| 1969 | Marilou Chiappe | No clasificó | | | |
| 1968 | Sandra Sanguinetti | No clasificó | | | |
| 1967 | Laura Bassadone | No clasificó | | | |
| 1966 | Grace Valverde | No clasificó | | | |
| 1965 | Rosemarie Viňales | No clasificó | | | |
| 1964 | Lydia Davis | No clasificó | | | |
| 1959 | Viola Howells | No clasificó | | | |

### Miss Universo Gibraltar
: Declarada como ganadora
     : Terminó como finalista
     : Terminó como una de las semifinalistas o cuartofinalistas
     : Terminó como ganadora de premios especiales
| Año                           | Miss Universo Gibraltar | Posición en Miss Universo | Premios especiales | Notas |
| ----------------------------- | ----------------------- | ------------------------- | ------------------ | ----- |
| 2024                          | Shyanne McIntosh        | No clasificó              |                    |       |
| No compitió entre 1991 y 2023 |                         |                           |                    |       |
| 1990                          | Audrey Gingell          | No clasificó              |                    |       |
| 1989                          | Tatiana Desoisa         | No clasificó              |                    |       |
| 1988                          | Mayte Sánchez           | No clasificó              |                    |       |
| 1986                          | Gail Anne May Francis   | No clasificó              |                    |       |
| 1985                          | Karina Hollands         | No clasificó              |                    |       |
| 1983                          | Louise Gillingwater     | No clasificó              |                    |       |
| 1981                          | Jodie Garcia            | No clasificó              |                    |       |

### Miss Supranacional Gibraltar
: Declarada como ganadora
     : Terminó como finalista
     : Terminó como una de las semifinalistas o cuartofinalistas
     : Terminó como ganadora de premios especiales
| Años                          | Miss Supranacional Gibraltar | Título nacional                      | Posición en Miss Supranacional | Premios especiales                                |
| ----------------------------- | ---------------------------- | ------------------------------------ | ------------------------------ | ------------------------------------------------- |
| 2024                          | Phoebe Noble                 | 1.ª finalista de Miss Gibraltar 2024 | No clasificó                   | - Miss Influencer (Top 13) - Miss Talento (Top 7) |
| 2023                          | Michelle Lopez Desoisa       | 2.ª finalista de Miss Gibraltar 2023 | Top 12                         |                                                   |
| No compitió entre 2018 y 2022 |                              |                                      |                                |                                                   |
| 2017                          | Sian Dean                    | 2.ª finalista de Miss Gibraltar 2017 | No clasificó                   |                                                   |
| 2016                          | Aisha Ben Yahya              |                                      | No clasificó                   |                                                   |
| 2015                          | Nathalie Núñez               |                                      | No clasificó                   | - Miss Elegancia                                  |
| 2014                          | Claire Nuñez                 |                                      | No clasificó                   |                                                   |

### Miss Grand Gibraltar
: Declarada como ganadora
     : Terminó como finalista
     : Terminó como una de las semifinalistas o cuartofinalistas
     : Terminó como ganadora de premios especiales
| Año  | Miss Grand Gibraltar | Título nacional                      | Posición en Miss Grand Internacional | Premios especiales |
| ---- | -------------------- | ------------------------------------ | ------------------------------------ | ------------------ |
| 2024 | Lauren Shephard      | 2.ª finalista de Miss Gibraltar 2024 | Por determinar                       | Por determinar     |
| 2023 | Jaylynn Cruz         | 1.ª finalista de Miss Gibraltar 2023 | No clasificó                         |                    |

### Miss Internacional Gibraltar
: Declarada como ganadora
     : Terminó como finalista
     : Terminó como una de las semifinalistas o cuartofinalistas
     : Terminó como ganadora de premios especiales
| Año                   | Miss Internacional Gibraltar | Posición en Miss Internacional | Premios especiales | Notas |
| --------------------- | ---------------------------- | ------------------------------ | ------------------ | ----- |
| No compite desde 2018 |                              |                                |                    |       |
| 2017                  | Tessa Britto                 | No clasificó                   |                    |       |
| 2016                  | Joseanne Bear                | No clasificó                   |                    |       |
| 2015                  | Bianca Pisharello            | No clasificó                   |                    |       |
| 2014                  | Kristy Torres                | No clasificó                   |                    |       |
| 2013                  | Jamielee Randall             | Top 15                         |                    |       |
| 2012                  | Kerrianne Massetti           | No clasificó                   |                    |       |